# Чарівник з Лемурії
«Чарівник із Лемурії» (1965, англ. The Wizard of Lemuria) — фантастичний роман американського письменника Ліна Картера, перша книга його серії про Тонґор, події якої відбуваються на міфічному континенті Лемурії. Автор спочатку опублікував роман в газеті «Ace Books» в 1965 році. Після цього він переглянув і розширив текст твору, котрий був перевиданий як «Тонґор і чарівник Лемурії», вперше опублікований в м'якій обкладинці в 1969 році. Це перевидане і перероблене видання стало стандартним для подальших перевидань. Роман також був адаптований як комікс, що з'являється у восьми номерах журналу Marvel «Розгнуздані створіння».

## Сюжет
Твір оповідає про Тонґора Валкарта, варварського воїна з доісторичного зниклого материка Лемурія, який стає чемпіоном людства в його затятій боротьбі з королем драконів, які раніше правили світом. Все, що стоїть на шляху його слуг, змієлюдей, — це мужність Тонґора та його товаришів і магія чаклуна Шараджа.

## Світ роману
Серія Тонгор містить твори Картера в жанрі «меча і магії», що представляє суміш варварства і цивілізації, як і серія про Конана Роберта Говарда та Барсумські романи Едгара Райса Барроуза. Він зображує зниклий континент Лемурію як доісторичну сушу, що існувала в Південному Тихому океані в льодовиковий період пів мільйона років тому. В цій частині світу збереглося життя мезозою, уникнувши катастрофи, яка знищила його у решті світу. Мисляча рептилоїдна раса континенту походить від динозаврів і була домінатною формою життя, але була частково витіснена людьми, оскільки цей континент був заселений ворожою фауною ззовні. Люди поступово освоюють середовище життя, яке належало старшій цивілізації. Таким чином, Лемурія є сумішшю цивілізації та варварства, але в цілому передчасно розвивається порівняно із зовнішнім світом, володіючи магічною технікою, яка навіть включає літальні машини. Книги про Тонґор зображають боротьбу головного героя в об'єднанні людей Лемурії в єдину імперію і повалення короля драконів.